# Tweede Kamerverkiezingen 2002/Kandidatenlijst/Republikeinse Volkspartij
Dit is de kandidatenlijst voor de Tweede Kamerverkiezingen 2002 van de Republikeinse Volkspartij (RVP). De partij deed alleen mee in de kieskringen 12 ('s-Gravenhage) en de lijst bevatte drie kandidaten.

## De lijst
1. John Gouweloos, 's-Gravenhage - 48 stemmen
2. G.A.M. Schreuder, Zwolle - 5
3. R.N. Maria, Zwolle - 10

PvdA · VVD · CDA · D66 · GroenLinks · SP · SGP · VSP · NMP · PvdT · VIP & Ouderenunie · ChristenUnie · Duurzaam Nederland · Leefbaar Nederland · LPF · Republikeinse Volkspartij